# Jizhou
För andra betydelser, se Jizhou (olika betydelser).
Jizhou, tidigare romaniserat som Kichow, är en stad på häradsnivå i norra Kina, och är en del av Hengshuis stad på prefekturnivå i provinsen Hebei. Den ligger omkring 270 kilometer söder om huvudstaden Peking. Staden har ungefär 0,4 miljoner invånare på en yta av 918 km².

## Demografi
| Område                         | Invånarantal 1 juli 1990 | Invånarantal 1 november 2000 |
| ------------------------------ | ------------------------ | ---------------------------- |
| Stad (de jure)                 | Ingen uppgift            | 379 830                      |
| Stad (de facto)                | 353 252                  | 373 825                      |
| Urban befolkning (de facto)    | 24 453                   | 103 838                      |
| ...varav centralort (de facto) | 17 572                   | Ingen uppgift                |

Jizhou var tidigare en landsbygdskommun, under namnet Ji Xian, men blev en stad någon gång mellan åren 1990 och 2000. 